# Tetrablemma magister
Tetrablemma magister là một loài nhện trong họ Tetrablemmidae.
Loài này thuộc chi Tetrablemma. Tetrablemma magister được Burger miêu tả năm 2008.